# Hydriomena contrastata
Hydriomena contrastata är en fjärilsart som beskrevs av Schroder 1924. Hydriomena contrastata ingår i släktet Hydriomena och familjen mätare. Inga underarter finns listade i Catalogue of Life.